# Staffelmiete
Die Staffelmiete ist eine Form der Miete, bei der schon im Voraus festgelegt ist, in welchem Umfang sich die Miete zu bestimmten Zeitpunkten erhöht. 

## Deutschland
In Deutschland ist eine Staffelmiete erst seit dem 1. Januar 1983 zulässig, wobei es aus Gründen des Vertrauensschutzes Übergangsfristen für Wohnungen mit Fertigstellungsdatum 1981 und 1982 gab. Bis zur Mietrechtsreform 2001 waren Staffelmietvereinbarungen grundsätzlich auf zehn Jahre begrenzt, seitdem gibt es für neu abgeschlossene Staffelmietvereinbarungen keine zeitliche Obergrenze mehr.
Die Regelungen für die Staffelmiete finden sich in § 557a BGB, der nahezu inhaltsgleich aus dem bisherigen § 10 Abs. 2 MHG übernommen wurde. In der Vereinbarung muss die jeweilige Miete oder die jeweilige Erhöhung als Geldbetrag ausgewiesen werden. Eine Angabe in Prozent ist unzulässig und führt insoweit zur Unwirksamkeit der Staffelmietvereinbarung, die aber durch tatsächliche Zahlung der Mieterhöhung in Kenntnis der Rechtslage geheilt werden kann.
Eine Staffelmietvereinbarung kann sowohl Bestandteil eines unbefristeten Mietvertrags als auch eines Zeitmietvertrags sein. Der Ausschluss eines Kündigungsrechtes ist allerdings bei einem Staffelmietvertrag gesetzlich auf vier Jahre begrenzt. Bei einem unbefristeten Mietvertrag gelten nach Ablauf der Staffelmietvereinbarung die üblichen Vorschriften im Bezug auf eine Mieterhöhung. Eine am Ort der Wohnung geltende Mietpreisbremse gilt auch für die Staffelmiete. Für öffentlich geförderte Wohnungen ist eine Staffelmiete nur insoweit zulässig, als durch die Mieterhöhungen die Kostenmiete nicht überschritten wird; zudem kann ein vertraglich vereinbarter Ausschluss einer Mieterhöhung für den Förderungszeitraum nicht durch eine Staffelmiete umgangen werden.
Die jeweilige Mietstaffel muss mindestens ein Jahr unverändert gelten. Liegt zwischen dem erstmaligen Einzug des Mieters und der ersten Mietstaffel weniger als ein Jahr, führt dies zur Unwirksamkeit der gesamten Staffelmietvereinbarung. Weitere Erhöhungen sind für den Zeitraum der Staffelung unzulässig – dies gilt auch bei Modernisierungen in diesem Zeitraum. Ausgenommen sind lediglich die Betriebskosten. Das Verbot der Mietpreisüberhöhung nach § 5 WiStG gilt auch für die Staffelmiete.
Im Vergleich zur Indexmiete und der sonst für Wohnraum vorgesehenen Begrenzung einer Mieterhöhung bis zur ortsüblichen Vergleichsmiete nach § 558 BGB stellt sich die Frage, wo die vereinbarte Staffelung sich im Verhältnis zur allgemeinen Wertentwicklung befindet. Diese Abweichung ist im Rahmen der Wertermittlung zu berücksichtigen, da auf Grund der zeitlichen Befristung jeder Staffelung langfristig nur von der ortsüblichen Vergleichsmiete ausgegangen werden kann. Im Regelfall dürfte eine Staffelmiete über der allgemeinen Preisentwicklung liegen, weshalb bei Anwendung eines Ertragswertverfahrens für die Zeit nach dem Ablauf einer Kündigungssperrfrist eine Minderung angemessen sein kann.